# Fußball-Europameisterschaft der Frauen 2022
Die Fußball-Europameisterschaft der Frauen 2022 (offiziell UEFA Women’s Euro 2022) war die 13. Austragung des europäischen Kontinentalwettbewerbs im Frauenfußball. Zum zweiten Mal nach 2005 fand sie in England statt.
Das Turnier sollte ursprünglich im Sommer 2021 gespielt werden. Am 23. April 2020 verschob die UEFA die Endrunde auf den Zeitraum vom 6. bis 31. Juli 2022.

## Zeitplan
Der von der UEFA veröffentlichte vorläufige Zeitplan zur UEFA Women’s EURO 2021 sah folgende Daten vor:
- Qualifikation:
  - Auslosung: 21. Februar 2019 in Nyon
  - Spieltermine:
    - ursprünglich geplant: 26. August 2019 bis 3. September 2019, 30. September 2019 bis 8. Oktober 2019, 4. bis 12. November 2019, 2. bis 11. März 2020, 6. bis 14. April 2020, 1. bis 9. Juni 2020, 14. bis 22. September 2020
    - Die für April und Juni 2020 angesetzten, aber nicht durchgeführten Spiele wurden zu den Länderspielterminen vom 16. bis 22. September 2020, 21. bis 27. Oktober 2020, 26. und 27. November 2020 sowie 1. Dezember 2020 nachgeholt.
- Play-offs:
  - Auslosung: ursprünglicher Termin am 25. September 2020, verschoben auf den 5. März 2021 in Nyon
  - Play-offs: ursprünglicher Termin vom 19. bis 27. Oktober 2020, verschoben auf den 9. bis 13. April 2021[5]
- Endrunde:
  - Auslosung: ursprünglicher Termin am 6. November 2020, verschoben auf den 28. Oktober 2021 in Manchester
  - Endrundenturnier: ursprünglicher Termin vom 7. Juli bis 1. August 2021, verschoben auf den 6. bis 31. Juli 2022 in England[4]

Am 17. März 2020 verlegte die UEFA die für Juni und Juli 2020 geplante Europameisterschaft der Männer wegen der COVID-19-Pandemie um ein Jahr. Zudem wurde die Europameisterschaft der Frauen, die eigentlich in diesem Zeitraum stattfinden sollte, auf einen späteren Zeitraum verschoben und auch die für April 2020 angesetzten Qualifikationsspiele zur EM der Frauen wurden verschoben.
Das Turnier fand nun parallel zu den Kontinentalmeisterschaften der Frauen in Afrika (Afrika-Cup 2022), Nord- und Mittelamerika sowie der Karibik (CONCACAF W Championship 2022), Ozeanien (Ozeanienmeisterschaft 2022) und Südamerika (Copa América 2022) statt, die im Gegensatz zur EM auch als Qualifikation für die Weltmeisterschaft 2023 dienen.

## Austragungsorte
Von der englischen Football Association (FA) wurden  nach dem Zuschlag für die Austragung neun Stadien vorgeschlagen. Zu Beginn fanden sich auch die Meadow Lane in Nottingham und das London Road Stadium in Peterborough auf der Bewerbungsliste. Sie wurden wegen der UEFA-Anforderungen durch den City Ground in Nottingham und das St. Mary’s Stadium in Southampton ersetzt.
Am 20. August 2019 gab die FA die endgültige Liste der neun Spielstätten der Europameisterschaft bekannt. Der City Ground in Nottingham wurde, weil er wegen Renovierungen nicht nutzbar war, durch das Leigh Sports Village in Leigh ersetzt. Es ist die Spielstätte der Frauenmannschaft von Manchester United und wird ein Austragungsort der Rugby-League-Weltmeisterschaft 2021 im Jahr 2022 sein.
Am 23. Februar 2020 wurde bekannt, dass das Eröffnungsspiel mit Gastgeber England im Old Trafford in Manchester ausgetragen werden soll. Damit fand das Turnier in zehn Stadien statt. Des Weiteren traten die Engländerinnen in der Gruppenphase in Brighton and Hove und Southampton an. Die beiden Gruppenbesten zogen jeweils ins Viertelfinale ein. Diese Partien wurden vom 20. bis 23. Juli 2022 in Brighton and Hove, Brentford, Leigh und Rotherham ausgetragen. Das erste Halbfinale wurde am 26. Juli 2022 in Sheffield ausgetragen, am Folgetag war Milton Keynes Schauplatz des zweiten Semifinals. Das Endspiel im Wembley-Stadion fand am 31. Juli 2022 statt.
| Brentford (London) |

| London |

| Falmer (Brighton) |

| Sheffield |

| Rotherham |

| Milton Keynes |

| Southampton |

| Leigh |

| Manchester |

| Brentford (London) |

| London |

| Falmer (Brighton) |

| Sheffield |

| Rotherham |

| Milton Keynes |

| Southampton |

| Leigh |

| Manchester |

## Qualifikation
Insgesamt 47 Mannschaften verteilten sich auf neun Gruppen. Dies ergab die Auslosung am 21. Februar 2019 im schweizerischen Nyon. Die Qualifikationsspiele wurden ab dem 29. August 2019 ausgetragen und sollten nach ursprünglicher Planung bis zum 22. September 2020 abgeschlossen sein. Die Gruppensieger sowie die drei besten Zweitplatzierten qualifizierten sich direkt für das Endturnier. Die sechs weiteren Zweitplatzierten spielten in den Play-offs die drei weiteren Teilnehmer aus. England war als Gastgeber gesetzt und komplettierte das Feld der 16 Mannschaften für die Endrunde.
| Gruppe A                          | Gruppe B                   | Gruppe C        |
| --------------------------------- | -------------------------- | --------------- |
| 1. Niederlande – Titelverteidiger | 1. Italien                 | 1. Norwegen     |
| 2. Russland                       | 2. Dänemark                | 2. Wales        |
| 3. Slowenien                      | 3. Bosnien und Herzegowina | 3. Belarus      |
| 4. Türkei                         | 4. Israel                  | 4. Nordirland   |
| 5. Kosovo                         | 5. Malta                   | 5. Färöer       |
| 6. Estland                        | 6. Georgien                |                 |
| Gruppe D                          | Gruppe E                   | Gruppe F        |
| 1. Spanien                        | 1. Schottland              | 1. Schweden     |
| 2. Tschechien                     | 2. Finnland                | 2. Island       |
| 3. Polen                          | 3. Portugal                | 3. Ungarn       |
| 4. Moldau                         | 4. Albanien                | 4. Slowakei     |
| 5. Aserbaidschan                  | 5. Zypern                  | 5. Lettland     |
| Gruppe G                          | Gruppe H                   | Gruppe I        |
| 1. Frankreich                     | 1. Schweiz                 | 1. Deutschland  |
| 2. Österreich                     | 2. Belgien                 | 2. Ukraine      |
| 3. Serbien                        | 3. Rumänien                | 3. Irland       |
| 4. Kasachstan                     | 4. Kroatien                | 4. Griechenland |
| 5. Nordmazedonien                 | 5. Litauen                 | 5. Montenegro   |

## Teilnehmer

### Übersicht
Die folgenden Mannschaften qualifizierten sich für das Turnier:
| Nation           | Qualifikation                   | Qualifikation | Topf | FIFA-Rang 1 | Endrundenteilnahmen | Endrundenteilnahmen |
| Nation           | als                             | am            | Topf | FIFA-Rang 1 | Anzahl 2            | zuletzt             |
| ---------------- | ------------------------------- | ------------- | ---- | ----------- | ------------------- | ------------------- |
| England          | Gastgeber                       | 3. Dez. 2018  | 1    | 08          | 07                  | 2017                |
| Deutschland      | Gruppensieger Gr. I             | 23. Okt. 2020 | 1    | 05          | 10                  | 2017                |
| Niederlande (TV) | Gruppensieger Gr. A             | 23. Okt. 2020 | 1    | 04          | 04                  | 2017                |
| Dänemark         | Gruppensieger Gr. B             | 27. Okt. 2020 | 3    | 15          | 08                  | 2017                |
| Norwegen         | Gruppensieger Gr. C             | 27. Okt. 2020 | 2    | 11          | 11                  | 2017                |
| Schweden         | Gruppensieger Gr. F             | 27. Okt. 2020 | 2    | 02          | 09                  | 2017                |
| Frankreich       | Gruppensieger Gr. G             | 27. Nov. 2020 | 1    | 03          | 07                  | 2017                |
| Belgien          | Gruppensieger Gr. H             | 1. Dez. 2020  | 3    | 19          | 02                  | 2017                |
| Island           | Gruppenzweiter (zweitbester)    | 1. Dez. 2020  | 4    | 17          | 04                  | 2017                |
| Spanien          | Gruppensieger Gr. D             | 18. Feb. 2021 | 2    | 07          | 04                  | 2017                |
| Finnland         | Gruppensieger Gr. E             | 19. Feb. 2021 | 4    | 29          | 04                  | 2013                |
| Österreich       | Gruppenzweiter (drittbester)    | 23. Feb. 2021 | 3    | 21          | 02                  | 2017                |
| Italien          | Gruppenzweiter (bester)         | 24. Feb. 2021 | 2    | 14          | 12                  | 2017                |
| Schweiz          | Play-off-Sieger                 | 13. Apr. 2021 | 3    | 20          | 02                  | 2017                |
| Nordirland       | Play-off-Sieger                 | 13. Apr. 2021 | 4    | 47          | 01                  | –                   |
| Portugal 3       | Nachrücker (Play-off-Verlierer) | 2. Mai 2022   | 4    | 30          | 02                  | 2017                |

### Auslosung der Endrunde und Ausschluss Russlands
Die Auslosung der Vorrundengruppen des ursprünglich 2021 geplanten Turniers sollte am 6. November 2020 stattfinden. Aufgrund der Verschiebung der Europameisterschaft ins Jahr 2022 fand die Auslosung am 28. Oktober 2021 in Manchester statt.
England war als Gastgeber an Position 1 der Gruppe A gesetzt. Die Einteilung in die vier Lostöpfe erfolgte nach dem UEFA-Koeffizienten basierend auf dem Abschneiden bei den letzten drei Turnieren: der Fußball-Europameisterschaft der Frauen 2017 (Qualifikation und Endrunde), der Fußball-Weltmeisterschaft der Frauen 2019 (Qualifikation und Endrunde) und der Qualifikation zur Fußball-Europameisterschaft der Frauen 2022 (Gruppenphase der Qualifikation). In Topf 1 befanden sich damit die Niederlande als Titelverteidiger, Deutschland und Frankreich; Topf 2 setzte sich aus Schweden, Spanien, Norwegen und Italien zusammen; Dänemark, Belgien, die Schweiz und Österreich wurden Topf 3 zugeordnet; Topf 4 schließlich enthielt Island, Russland, Finnland und Nordirland.
Am 28. Februar 2022 schloss die UEFA Russland aufgrund des Überfalls auf die Ukraine von allen Wettbewerben aus, entsprechend auch von der Europameisterschaft 2022. Ein nachrückendes Team wurde zunächst nicht benannt. Am 2. Mai 2022 gab die UEFA bekannt, dass Portugal den Platz Russlands einnehmen soll. Portugal war in der Relegation Russland unterlegen.
Auslosung und Neubesetzung ergaben folgende vier Gruppen:
| Gruppe A   | Gruppe B    | Gruppe C    | Gruppe D   | Topf |
| ---------- | ----------- | ----------- | ---------- | ---- |
| England *  | Deutschland | Niederlande | Frankreich | 1    |
| Norwegen   | Spanien     | Schweden    | Italien    | 2    |
| Österreich | Dänemark    | Schweiz     | Belgien    | 3    |
| Nordirland | Finnland    | Portugal    | Island     | 4    |

* Gesetzt und nicht im Topf 1

## Modus
Zunächst wurde eine Vorrunde gespielt, für die die 16 Mannschaften in vier Gruppen gelost wurden. Nur jeweils die Ersten und Zweiten jeder Gruppe erreichten die Finalrunde. Im Anschluss spielten die verbliebenen 8 Mannschaften im K.-o.-System den Europameister aus.
Das Eröffnungsspiel fand am 6. Juli 2022 im Old Trafford in Manchester statt, das Endspiel war für den 31. Juli 2022 im Londoner Wembley-Stadion geplant.
Wenn in der Gruppenphase der Endrunde zwei oder mehr Mannschaften einer Gruppe nach Abschluss der Vorrunde die gleiche Anzahl Punkte aufwiesen, wurde die Platzierung nach folgenden Kriterien in dieser Reihenfolge ermittelt:
a. höhere Punktzahl aus den Direktbegegnungen der betreffenden Mannschaften;
b. bessere Tordifferenz aus den Direktbegegnungen der betreffenden Mannschaften;
c. größere Anzahl erzielter Tore aus den Direktbegegnungen der betreffenden Mannschaften;
d. wenn nach der Anwendung der Kriterien a) bis c) immer noch mehrere Mannschaften denselben Platz belegen, werden die Kriterien a) bis c) erneut angewendet, jedoch ausschließlich auf die Direktbegegnungen der betreffenden Mannschaften, um deren definitive Platzierung zu bestimmen. Führt dieses Vorgehen keine Entscheidung herbei, werden die Kriterien e) bis h) angewendet;
e. bessere Tordifferenz aus allen Gruppenspielen;
f. größere Anzahl erzielter Tore aus allen Gruppenspielen;
g. geringere Gesamtzahl an Strafpunkten auf der Grundlage der in allen Gruppenspielen erhaltenen gelben und roten Karten (rote Karte = 3 Punkte, gelbe Karte = 1 Punkt, Platzverweis nach zwei gelben Karten in einem Spiel = 3 Punkte);
h. Platzierung in der UEFA-Frauen-Nationalmannschafts-Koeffizientenrangliste, die für die Auslosung der Endrunde verwendet wurde.
Trafen zwei Mannschaften im letzten Gruppenspiel aufeinander, die dieselbe Anzahl Punkte, die gleiche Tordifferenz und dieselbe Anzahl Tore aufwiesen, und endete das betreffende Spiel unentschieden, wurde ihre endgültige Platzierung durch Elfmeterschießen ermittelt – vorausgesetzt, dass keine andere Mannschaft derselben Gruppe nach Abschluss der Gruppenspiele dieselbe Anzahl Punkte hatte. Hatten mehr als zwei Mannschaften dieselbe Anzahl Punkte, fanden die oben genannten Kriterien Anwendung. Diese Regel wurde nur dann angewendet, wenn die Platzierung der Mannschaften für die Bestimmung der Viertelfinalbegegnungen ausschlaggebend war.
Endete ein Viertelfinale, ein Halbfinale oder das Endspiel nach Ablauf der regulären Spielzeit unentschieden, wurde eine Verlängerung von zweimal 15 Minuten gespielt. War auch nach der Verlängerung noch keine Entscheidung gefallen, wurde der Sieger durch Elfmeterschießen ermittelt.

## Vorrunde

### Gruppe A
| Pl. | Land       | Sp. | S | U | N | Tore    | Diff. | Punkte |
| --- | ---------- | --- | - | - | - | ------- | ----- | ------ |
| 1.  | England    | 3   | 3 | 0 | 0 | 014:000 | +14   | 09     |
| 2.  | Österreich | 3   | 2 | 0 | 1 | 003:100 | +2    | 06     |
| 3.  | Norwegen   | 3   | 1 | 0 | 2 | 004:100 | −6    | 03     |
| 4.  | Nordirland | 3   | 0 | 0 | 3 | 001:110 | −10   | 0      |

| |   |            |           |
| Mi., 6. Juli 2022 um 20:00 Uhr (21:00 Uhr MESZ) in Manchester (Old Trafford)                       |   |            |           |
| England                                                                                            | – | Österreich | 1:0 (1:0) |
| Do., 7. Juli 2022 um 20:00 Uhr (21:00 Uhr MESZ) in Southampton (St. Mary’s Stadium)                |   |            |           |
| Norwegen                                                                                           | – | Nordirland | 4:1 (3:0) |
| Mo., 11. Juli 2022 um 17:00 Uhr (18:00 Uhr MESZ) in Southampton (St. Mary’s Stadium)               |   |            |           |
| Österreich                                                                                         | – | Nordirland | 2:0 (1:0) |
| Mo., 11. Juli 2022 um 20:00 Uhr (21:00 Uhr MESZ) in Brighton and Hove (Brighton Community Stadium) |   |            |           |
| England                                                                                            | – | Norwegen   | 8:0 (6:0) |
| Fr., 15. Juli 2022 um 20:00 Uhr (21:00 Uhr MESZ) in Southampton (St. Mary’s Stadium)               |   |            |           |
| Nordirland                                                                                         | – | England    | 0:5 (0:2) |
| Fr., 15. Juli 2022 um 20:00 Uhr (21:00 Uhr MESZ) in Brighton and Hove (Brighton Community Stadium) |   |            |           |
| Österreich                                                                                         | – | Norwegen   | 1:0 (1:0) |

### Gruppe B
| Pl. | Land        | Sp. | S | U | N | Tore    | Diff. | Punkte |
| --- | ----------- | --- | - | - | - | ------- | ----- | ------ |
| 1.  | Deutschland | 3   | 3 | 0 | 0 | 009:000 | +9    | 09     |
| 2.  | Spanien     | 3   | 2 | 0 | 1 | 005:300 | +2    | 06     |
| 3.  | Dänemark    | 3   | 1 | 0 | 2 | 001:500 | −4    | 03     |
| 4.  | Finnland    | 3   | 0 | 0 | 3 | 001:800 | −7    | 0      |

|                                                                                             |   |             |           |
| Fr., 8. Juli 2022 um 17:00 Uhr (18:00 Uhr MESZ) in Milton Keynes (Stadium MK)               |   |             |           |
| Spanien                                                                                     | – | Finnland    | 4:1 (2:1) |
| Fr., 8. Juli 2022 um 20:00 Uhr (21:00 Uhr MESZ) in Brentford (Brentford Community Stadium)  |   |             |           |
| Deutschland                                                                                 | – | Dänemark    | 4:0 (1:0) |
| Di., 12. Juli 2022 um 17:00 Uhr (18:00 Uhr MESZ) in Milton Keynes (Stadium MK)              |   |             |           |
| Dänemark                                                                                    | – | Finnland    | 1:0 (0:0) |
| Di., 12. Juli 2022 um 20:00 Uhr (21:00 Uhr MESZ) in Brentford (Brentford Community Stadium) |   |             |           |
| Deutschland                                                                                 | – | Spanien     | 2:0 (2:0) |
| Sa., 16. Juli 2022 um 20:00 Uhr (21:00 Uhr MESZ) in Milton Keynes (Stadium MK)              |   |             |           |
| Finnland                                                                                    | – | Deutschland | 0:3 (0:1) |
| Sa., 16. Juli 2022 um 20:00 Uhr (21:00 Uhr MESZ) in Brentford (Brentford Community Stadium) |   |             |           |
| Dänemark                                                                                    | – | Spanien     | 0:1 (0:0) |

### Gruppe C
| Pl. | Land        | Sp. | S | U | N | Tore    | Diff. | Punkte |
| --- | ----------- | --- | - | - | - | ------- | ----- | ------ |
| 1.  | Schweden    | 3   | 2 | 1 | 0 | 008:200 | +6    | 07     |
| 2.  | Niederlande | 3   | 2 | 1 | 0 | 008:400 | +4    | 07     |
| 3.  | Schweiz     | 3   | 0 | 1 | 2 | 004:800 | −4    | 01     |
| 4.  | Portugal    | 3   | 0 | 1 | 2 | 004:100 | −6    | 01     |

|                                                                                  |   |             |           |
| Sa., 9. Juli 2022 um 17:00 Uhr (18:00 Uhr MESZ) in Leigh (Leigh Sports Village)  |   |             |           |
| Portugal                                                                         | – | Schweiz     | 2:2 (0:2) |
| Sa., 9. Juli 2022 um 20:00 Uhr (21:00 Uhr MESZ) in Sheffield (Bramall Lane)      |   |             |           |
| Niederlande                                                                      | – | Schweden    | 1:1 (0:1) |
| Mi., 13. Juli 2022 um 17:00 Uhr (18:00 Uhr MESZ) in Sheffield (Bramall Lane)     |   |             |           |
| Schweden                                                                         | – | Schweiz     | 2:1 (0:0) |
| Mi., 13. Juli 2022 um 20:00 Uhr (21:00 Uhr MESZ) in Leigh (Leigh Sports Village) |   |             |           |
| Niederlande                                                                      | – | Portugal    | 3:2 (2:1) |
| So., 17. Juli 2022 um 17:00 Uhr (18:00 Uhr MESZ) in Sheffield (Bramall Lane)     |   |             |           |
| Schweiz                                                                          | – | Niederlande | 1:4 (0:0) |
| So., 17. Juli 2022 um 17:00 Uhr (18:00 Uhr MESZ) in Leigh (Leigh Sports Village) |   |             |           |
| Schweden                                                                         | – | Portugal    | 5:0 (3:0) |

### Gruppe D
| Pl. | Land       | Sp. | S | U | N | Tore    | Diff. | Punkte |
| --- | ---------- | --- | - | - | - | ------- | ----- | ------ |
| 1.  | Frankreich | 3   | 2 | 1 | 0 | 008:300 | +5    | 07     |
| 2.  | Belgien    | 3   | 1 | 1 | 1 | 003:300 | ±0    | 04     |
| 3.  | Island     | 3   | 0 | 3 | 0 | 003:300 | ±0    | 03     |
| 4.  | Italien    | 3   | 0 | 1 | 2 | 002:700 | −5    | 01     |

|                                                                                  |   |            |           |
| So., 10. Juli 2022 um 17:00 Uhr (18:00 Uhr MESZ) in Manchester (Academy Stadium) |   |            |           |
| Belgien                                                                          | – | Island     | 1:1 (0:0) |
| So., 10. Juli 2022 um 20:00 Uhr (21:00 Uhr MESZ) in Rotherham (New York Stadium) |   |            |           |
| Frankreich                                                                       | – | Italien    | 5:1 (5:0) |
| Do., 14. Juli 2022 um 17:00 Uhr (18:00 Uhr MESZ) in Manchester (Academy Stadium) |   |            |           |
| Italien                                                                          | – | Island     | 1:1 (0:1) |
| Do., 14. Juli 2022 um 20:00 Uhr (21:00 Uhr MESZ) in Rotherham (New York Stadium) |   |            |           |
| Frankreich                                                                       | – | Belgien    | 2:1 (2:1) |
| Mo., 18. Juli 2022 um 20:00 Uhr (21:00 Uhr MESZ) in Rotherham (New York Stadium) |   |            |           |
| Island                                                                           | – | Frankreich | 1:1 (0:1) |
| Mo., 18. Juli 2022 um 20:00 Uhr (21:00 Uhr MESZ) in Manchester (Academy Stadium) |   |            |           |
| Italien                                                                          | – | Belgien    | 0:1 (0:0) |

## Finalrunde

### Übersicht
|  | Viertelfinale | Viertelfinale |             |      | Halbfinale | Halbfinale |  |  | Finale | Finale |
|  |               |               |             |      |            |            |  |  |        |        |
|  | England       | V2 V          |             |      |            |            |  |  |        |        |
|  | Spanien       | 1             |             |      |            |            |  |  |        |        |
|  | Spanien       | 1             | England     | 4    |            |            |  |  |        |        |
|  |               |               | England     | 4    |            |            |  |  |        |        |
|  |               | Schweden      | 0           |      |            |            |  |  |        |        |
|  | Schweden      | Schweden      | 0           | 1    |            |            |  |  |        |        |
|  | Schweden      |               |             | 1    |            |            |  |  |        |        |
|  | Belgien       | 0             |             |      |            |            |  |  |        |        |
|  |               |               | England     | V2 V |            |            |  |  |        |        |
|  |               | Deutschland   | 1           |      |            |            |  |  |        |        |
|  | Deutschland   | 2             |             |      |            |            |  |  |        |        |
|  | Österreich    | 0             |             |      |            |            |  |  |        |        |
|  | Österreich    | 0             | Deutschland | 2    |            |            |  |  |        |        |
|  |               |               | Deutschland | 2    |            |            |  |  |        |        |
|  |               | Frankreich    | 1           |      |            |            |  |  |        |        |
|  | Frankreich    | Frankreich    | 1           | V1 V |            |            |  |  |        |        |
|  | Frankreich    |               |             | V1 V |            |            |  |  |        |        |
|  | Niederlande   | 0             |             |      |            |            |  |  |        |        |

### Viertelfinale
Im Viertelfinale gewannen alle Gruppenersten gegen die jeweiligen Gruppenzweiten. Zum ersten Mal bei einer Fußball-Europameisterschaft der Frauen waren damit alle Vorrundengruppensieger auch in der nächsten Runde erfolgreich.
| |   |             |                      |
| Mi., 20. Juli 2022 um 20:00 Uhr (21:00 Uhr MESZ) in Brighton and Hove (Brighton Community Stadium) |   |             |                      |
| England                                                                                            | – | Spanien     | 2:1 n. V. (1:1, 0:0) |
| Do., 21. Juli 2022 um 20:00 Uhr (21:00 Uhr MESZ) in Brentford (Brentford Community Stadium)        |   |             |                      |
| Deutschland                                                                                        | – | Österreich  | 2:0 (1:0)            |
| Fr., 22. Juli 2022 um 20:00 Uhr (21:00 Uhr MESZ) in Leigh (Leigh Sports Village)                   |   |             |                      |
| Schweden                                                                                           | – | Belgien     | 1:0 (0:0)            |
| Sa., 23. Juli 2022 um 20:00 Uhr (21:00 Uhr MESZ) in Rotherham (New York Stadium)                   |   |             |                      |
| Frankreich                                                                                         | – | Niederlande | 1:0 n. V.            |

### Halbfinale
|                                                                                |   |            |           |
| Di., 26. Juli 2022 um 20:00 Uhr (21:00 Uhr MESZ) in Sheffield (Bramall Lane)   |   |            |           |
| England                                                                        | – | Schweden   | 4:0 (1:0) |
| Mi., 27. Juli 2022 um 20:00 Uhr (21:00 Uhr MESZ) in Milton Keynes (Stadium MK) |   |            |           |
| Deutschland                                                                    | – | Frankreich | 2:1 (1:1) |

### Finale
|                                                                              |   |             |                      |
| So., 31. Juli 2022 um 17:00 Uhr (18:00 Uhr MESZ) in London (Wembley-Stadion) |   |             |                      |
| England                                                                      | – | Deutschland | 2:1 n. V. (1:1, 0:0) |

## Beste Torschützinnen
Zur Ermittlung der Torschützenkönigin wurde seitens der UEFA bei gleicher Anzahl erzielter Tore die höhere Anzahl der Torvorlagen als Platzierungskriterium herangezogen. Sollte auch hier Gleichstand herrschen, entschied die geringere Anzahl der Einsatzminuten über die Platzierung. Beth Mead gab im Laufe des Turniers fünf Torvorlagen, Alexandra Popp hingegen keine.
| Rang | Spielerin          | Tor(e) |
| ---- | ------------------ | ------ |
| 1    | Beth Mead          | 6      |
| 2    | Alexandra Popp     | 6      |
| 3    | Alessia Russo      | 4      |
| 4    | Lina Magull        | 3      |
| 5    | Onema Grace Geyoro | 3      |
| 6    | Fran Kirby         | 2      |
| 7    | Ella Toone         | 2      |
| 8    | Romée Leuchter     | 2      |
| 9    | Ellen White        | 2      |
| 10   | Filippa Angeldal   | 2      |
| 11   | Georgia Stanway    | 2      |
| 12   | 57 Spielerinnen    | 1      |

Zudem wurden vier Eigentore erzielt, eines davon von Torhüterin Merle Frohms im Spiel Deutschland gegen Frankreich bei einem Pfosten-Abpraller an ihren Rücken.

## Mannschaft des Turniers
Von den Technischen Beobachtern der UEFA wurde folgende Mannschaft des Turniers gewählt:
| Tor        | Abwehr                                                        | Mittelfeld                               | Angriff                             |
| ---------- | ------------------------------------------------------------- | ---------------------------------------- | ----------------------------------- |
| Mary Earps | Giulia Gwinn Leah Williamson Marina Hegering Sakina Karchaoui | Keira Walsh Lena Oberdorf Aitana Bonmatí | Beth Mead Alexandra Popp Klara Bühl |

## Spieloffizielle
Am 19. April 2022 gab die UEFA das Aufgebot der Schiedsrichterinnen bekannt. Insgesamt wurden 13 Frauen als Hauptschiedsrichterinnen sowie 25 weitere als Schiedsrichterassistentinnen nominiert. Darunter waren mit Emikar Calderas Barrera und Migdalia Rodríguez Chirino zwei Venezuelanerinnen und mit Mary Blanco Bolívar eine Kolumbianerin, die im Rahmen der Kooperation mit dem südamerikanischen Fußballverband berufen wurden. Im Gegenzug kamen die Portugiesinnen Sandra Braz Bastos und Andreia Ferreira Souza bei der Copa América der Frauen 2022 zum Einsatz. Zudem wurden zwei Unterstützungsschiedsrichterinnen (Support Match Officials) berufen, die vorwiegend als vierte Offizielle fungierten.

### Schiedsrichterinnen
| Schiedsrichterin        | Spiele |          |            |   | Spiele als 4O | Assistentinnen                                                | Begegnungen                       | Begegnungen                       |  |
| Schiedsrichterin        | Spiele | Vorrunde | Finalrunde |   | Spiele als 4O | Assistentinnen                                                |                                   |                                   |  |
| ----------------------- | ------ | -------- | ---------- | - | ------------- | ------------------------------------------------------------- | --------------------------------- | --------------------------------- |  |
| Ivana Martinčić         | 3      | 11       | 0          | 0 | 2             | Sanja Rođak-Karšić Staša Špur                                 | NED – POR, 13.7. ITA – BEL, 18.7. | FRA – NED, 23.7.                  |  |
| Jana Adámková           | 2      | 6        | 0          | 0 | 0             | Lucie Ratajová Mária Súkeníková                               | POR – SUI, 9.7. ISL – FRA, 18.7.  |                                   |  |
| Rebecca Welch           | 3      | 8        | 0          | 0 | 0             | Sian Massey-Ellis Lisa Rashid                                 | FRA – ITA, 10.7. DEN – ESP, 16.7. | GER – AUT, 21.7.                  |  |
| Marta Huerta de Aza     | 2      | 0        | 0          | 0 | 3             | Guadalupe Porras Ayuso Francesca Di Monte                     | ENG – AUT, 6.7. SWE – SUI, 13.7.  |                                   |  |
| Lina Lehtovaara         | 2      | 2        | 0          | 0 | 1             | Karolin Kaivoja Chrysoula Kourompylia                         | NOR – NIR, 7.7. ITA – ISL, 14.7.  |                                   |  |
| Stéphanie Frappart      | 3      | 8        | 0          | 0 | 2             | Manuela Nicolosi Élodie Coppola                               | GER – ESP, 12.7. SWE – POR, 17.7. | ENG – ESP, 20.7.                  |  |
| Riem Hussein            | 1      | 3        | 0          | 0 | 1             | Katrin Rafalski Susanne Küng                                  | ENG – NOR, 11.7.                  |                                   |  |
| Iuliana Demetrescu      | 2      | 1        | 0          | 0 | 2             | Petruța Iugulescu Anita Vad                                   | DEN – FIN, 12.7. SUI – NED, 17.7. |                                   |  |
| Esther Staubli          | 3      | 7        | 1          | 0 | 1             | Susanne Küng Sara Telek / Franca Overtoom 1                   | GER – DEN, 8.7. ENG – NIR, 15.7.  | ENG – SWE, 26.7.                  |  |
| Tess Olofsson           | 1      | 2        | 0          | 0 | 1             | Almira Spahić Franca Overtoom                                 | BEL – ISL, 10.7.                  |                                   |  |
| Kateryna Monsul         | 4      | 13       | 0          | 0 | 2             | Maryna Strilezka Paulina Baranowska                           | ESP – FIN, 8.7. AUT – NOR, 15.7.  | SWE – BEL, 22.7. ENG – GER, 31.7. |  |
| Emikar Calderas Barrera | 2      | 0        | 0          | 0 | 3             | Migdalía Rodríguez Chirino Mary Blanco Bolívar                | AUT – NIR, 11.7. FIN – GER, 16.7. |                                   |  |
| Cheryl Foster           | 3      | 6        | 1          | 0 | 1             | Michelle O’Neill Polyxeni Irodotou / Guadalupe Porras Ayuso 2 | NED – SWE, 9.7. FRA – BEL, 14.7.  | GER – FRA, 27.7.                  |  |
| Summe                   | 31     | 67       | 2          | 0 | 19            |                                                               |                                   |                                   |  |

Unterstützungsschiedsrichterinnen
- Ivana Projkovska
- Lorraine Watson

### Video-Assistenten (VAR)
Zum ersten Mal kam bei einer Fußball-Europameisterschaft der Frauen das VAR-System bzw. der Videobeweis zum Einsatz. Für diese Aufgabe wurden 15 Schiedsrichter nominiert, 14 Männer und eine Frau.
| Land        | Schiedsrichter              | Spiele |
| ----------- | --------------------------- | ------ |
| England     | Chris Kavanagh              | 1      |
| Deutschland | Harm Osmers                 | 1      |
| Deutschland | Christian Dingert           | 2      |
| Spanien     | Guillermo Cuadra Fernández  | 0      |
| Spanien     | José María Sánchez Martínez | 3      |
| Frankreich  | Benoît Millot               | 2      |
| Frankreich  | Maïka Vanderstichel         | 0      |
| Italien     | Maurizio Mariani            | 1      |
| Italien     | Paolo Valeri                | 3      |
| Niederlande | Dennis Higler               | 0      |
| Niederlande | Pol van Boekel              | 4      |
| Polen       | Bartosz Frankowski          | 0      |
| Polen       | Tomasz Kwiatkowski          | 3      |
| Portugal    | Luís Godinho                | 0      |
| Portugal    | Tiago Martins               | 4      |

## Preisgelder
Am 26. Oktober 2021 gab die UEFA die Verteilung der Preisgelder bekannt. Demzufolge erhielten die teilnehmenden Mannschaften insgesamt 16 Millionen Euro und damit doppelt so viel wie im vorangegangenen Turnier. Die Verteilung erfolgte nach folgendem Schlüssel:
- 600.000 Euro Startgeld
- 100.000 Euro für einen Sieg in der Gruppenphase
- 050.000 Euro für ein Unentschieden in der Gruppenphase
- 205.000 Euro für das Erreichen des Viertelfinales
- 320.000 Euro für das Erreichen des Halbfinales
- 420.000 Euro für den zweiten Platz
- 660.000 Euro für den Sieger

Dabei waren die ausgeschütteten Gelder kumulativ, das heißt: Die Gewinnermannschaft des Turniers erhielt insgesamt 2.085.000 Euro, falls sie alle Gruppenspiele gewann. Zum Vergleich: bei der Fußball-Europameisterschaft der Männer 2021 konnte das Siegerteam maximal 28,25 Millionen Euro gewinnen.

## Übertragung

### Deutschland
In Deutschland wurden alle Spiele von ARD und ZDF übertragen, davon einige Spiele nur online im Livestream. Zusätzlich hatte DAZN die Übertragungsrechte für alle Spiele erworben.
Für die ARD war folgendes Team bei der EM:
- Kommentatoren: Bernd Schmelzer, Christina Graf, Ann-Kathrin Rose, Jan Neumann
- Moderator: Claus Lufen
- Expertin: Nia Künzer
- Interviews im Stadion: Ina Kast

Für das ZDF war folgendes Team bei der EM:
- Kommentatoren: Norbert Galeske, Claudia Neumann, Oliver Schmidt, Gari Paubandt, Béla Réthy, Martin Schneider
- Moderatoren: Sven Voss (Studio), Katja Streso (Quartier der deutschen Mannschaft)
- Interviews im Stadion: Lena Kesting, Franziska Müllers
- Expertin im Studio: Kathrin Lehmann

#### Einschaltquoten
| Partie        | Deutschland – | Datum 2022 | Sender | Mio. Zuschauer | Mio. Zuschauer | Marktanteil | Marktanteil   | Quelle |
| Partie        | Deutschland – | Datum 2022 | Sender | Gesamt         | 14 – 49 Jahre  | Gesamt      | 14 – 49 Jahre | Quelle |
| ------------- | ------------- | ---------- | ------ | -------------- | -------------- | ----------- | ------------- | ------ |
| Gruppenspiele | Dänemark      | 08. Juli   | ZDF    | 05,95          | 1,15           | 25,9 %      | 23,6 %        | [ 28 ] |
| Gruppenspiele | Spanien       | 12. Juli   | ARD    | 08,02          | 1,79           | 34,3 %      | 32,8 %        | [ 28 ] |
| Gruppenspiele | Finnland      | 16. Juli   | ZDF    | 05,76          | 1,14           | 26,8 %      | 25,7 %        | [ 29 ] |
| Viertelfinale | Österreich    | 21. Juli   | ARD    | 09,50          | 2,37           | 38,2 %      | 40,1 %        | [ 30 ] |
| Halbfinale    | Frankreich    | 27. Juli   | ZDF    | 12,19          | 3,27           | 47,2 %      | 50,7 %        | [ 31 ] |
| Finale        | England       | 31. Juli   | ARD    | 17,90          | 5,38           | 64,8 %      | 71,0 %        | [ 32 ] |

Die drei Gruppenspiele der deutschen Nationalmannschaft schauten durchschnittlich 6,58 Millionen Zuschauer.
Im Finale wurde ein neuer Zuschauerrekord bei einem Frauenfußballspiel erzielt. Das Finale war die meistgesehene Sportsendung im Jahr 2022 in Deutschland. Der vorherige Rekord von 16,95 Mio. wurde beim Viertelfinale der WM 2011 zwischen Deutschland und Japan aufgestellt.

### Österreich
In Österreich zeigte der ORF alle 31 Partien der EURO live, wobei diese mit Ausnahme von vier Parallelpartien auf ORF Sport + allesamt auf ORF 1 ausgestrahlt wurden.
Für den ORF war folgendes Team bei der EM:
- Kommentatoren: Anna-Theresa Lallitsch, Michael Roscher, Toni Oberndorfer, Erwin Hujecek
- Moderatoren: Kristina Inhof, Karoline Rath-Zobernig, Alina Zellhofer
- Expertinnen: Nina Burger, Nadine Prohaska, Elisabeth Tieber
- Reporter: Roland Hönig

### Schweiz
In der Schweiz zeigte das SRF alle 31 Partien auf dem Sender SRF zwei sowie auf den Onlineplattformen.
Für SRF war folgendes Team bei der EM:
- Kommentatoren: Manuel Köng, Dani Kern, Dominic Ledergerber, Sascha Ruefer, Calvin Stettler
- Moderatoren: Annette Fetscherin, Lukas Studer
- Expertinnen: Nora Häuptle, Lara Dickenmann, Sandra Betschart, Inka Grings, Martina Moser, Murat Yakin, Sandra Kälin
- Reporterin: Seraina Degen

## Auswirkungen auf die FIFA-Weltrangliste
Durch den Titelgewinn verbesserten sich die Engländerinnen in der am 5. August 2022 veröffentlichten FIFA-Weltrangliste um vier Plätze auf Rang 4. Verbessern konnte sich ebenfalls Finalist Deutschland (um drei Plätze auf Rang 2). Die Halbfinalisten verschlechterten sich dagegen: Schweden um einen Platz auf Rang 3 und Frankreich um zwei Plätze auf Rang 5. Von den Viertelfinalisten verbesserte sich Österreich um einen Platz auf Rang 20, Belgien blieb auf Platz 19, Spanien verlor einen Platz (nun Rang  8) und die Niederlande zwei Plätze (nun Rang 6). Von den Mannschaften, die in der Gruppenphase ausschieden, verbesserte sich Island, das dreimal remis spielte um drei Plätze ebenso wie Portugal. Finnland behielt trotz 3 Niederlagen den 29. Platz, Italien und die Schweiz verloren einen Platz, Dänemark und Norwegen zwei Plätze, Nordirland drei Pätze. Zu berücksichtigen ist, dass gleichzeitig die Kontinentalmeisterschaften in Nord- und Mittelamerika sowie der Karibik, in Südamerika, Afrika und Ozeanien und die Ostasienmeisterschaft stattfanden. Die Sieger der amerikanischen Meisterschaften spielten aber zumeist gegen deutlich schwächere Mannschaften. Die USA konnten als alter und neuer CONCACAF-Meister Platz 1 in der FIFA-Weltrangliste behaupten und den Vorsprung auf die zweitplatzierte Mannschaft weiter ausbauen. Südamerikameister Brasilien blieb auf Platz 9, der neue Afrikameister Südafrika verbesserte sich um vier Plätze, der entthronte Meister Nigeria verlor sieben Plätze, bleibt aber weiterhin bestplatzierte afrikanische Mannschaft. Der neue Ozeanienmeister Papua-Neuguinea blieb auf Platz 49. Ostasienmeister Japan verbesserte sich um zwei Plätze.

## Women’s Finalissima 2023
UEFA und CONMEBOL vereinbarten am 2. Juni 2022, dass der Europameister 2022 und der Südamerikameister 2022 ein Spiel um die UEFA-CONMEBOL Women’s Finalissima austragen. Das Spiel fand am 6. April 2023 im Londoner Wembley-Stadion statt. England gewann gegen Brasilien mit 4:2 im Elfmeterschießen nach einem 1:1 in der regulären Spielzeit.